# لي ميتكالف
لي ميتكالف (بالإنجليزية: Lee Metcalf)‏ هو محامي وقاضي وسياسي أمريكي، ولد في 28 يناير 1911 في الولايات المتحدة، وتوفي في 12 يناير 1978 في الولايات المتحدة. حزبياً، نشط في الحزب الديمقراطي. وقد انتخب عضو مجلس نواب مونتانا وانتخب عضو مجلس النواب الأمريكي وانتخب عضو مجلس الشيوخ الأمريكي.